# Canolal
Canolal är en ort i Mexiko.   Den ligger i kommunen Chenalhó och delstaten Chiapas, i den sydöstra delen av landet, 800 km öster om huvudstaden Mexico City. Canolal ligger 1 467 meter över havet och antalet invånare är 783.
Terrängen runt Canolal är kuperad norrut, men söderut är den bergig. Runt Canolal är det ganska tätbefolkat, med 111 invånare per kvadratkilometer. Närmaste större samhälle är Pantelhó, 4,9 km öster om Canolal. I omgivningarna runt Canolal växer i huvudsak städsegrön lövskog.